# Campionato asiatico maschile di pallacanestro 1989
Il 15º Campionato Asiatico Maschile di Pallacanestro FIBA si è svolto dal 15 al 24 settembre 1989 a Pechino in Cina. Il torneo è stato vinto dalla nazionale cinese.
I Campionati asiatici maschili di pallacanestro sono una manifestazione biennale tra le squadre nazionali del continente, organizzata dalla FIBA Asia.

## Squadre partecipanti
| Gruppo A                                         | Gruppo B                                     | Gruppo C                       | Gruppo D                                             |
| ------------------------------------------------ | -------------------------------------------- | ------------------------------ | ---------------------------------------------------- |
| - Arabia Saudita - Cina - Singapore - Thailandia | - Corea del Sud - Iran - Malaysia - Pakistan | - Giappone - India - Indonesia | - Bangladesh - Filippine - Hong Kong - Taipei cinese |

## Classifica finale
| Pos | Squadra        | V-P |
| --- | -------------- | --- |
| 1   | Cina           |     |
| 2   | Corea del Sud  |     |
| 3   | Taipei cinese  |     |
| 4   | Giappone       |     |
| 5   | Iran           |     |
| 6   | India          |     |
| 7   | Arabia Saudita |     |
| 8   | Filippine      |     |
| 9   | Malaysia       |     |
| 10  | Pakistan       |     |
| 11  | Singapore      |     |
| 12  | Thailandia     |     |
| 13  | Hong Kong      |     |
| 14  | Indonesia      |     |
| 15  | Bangladesh     |     |